# Liste der Namenstage/Q
| Vorname | Geschlecht | Datum                          |
| ------- | ---------- | ------------------------------ |
| Quentin | m          | 31. Oktober                    |
| Quirin  | m          | 4. Juni, 16. Juni, 11. Oktober |